# Pharus latifolius
Pharus latifolius là một loài thực vật có hoa trong họ Hòa thảo. Loài này được L. miêu tả khoa học đầu tiên năm 1759.

## Hình ảnh

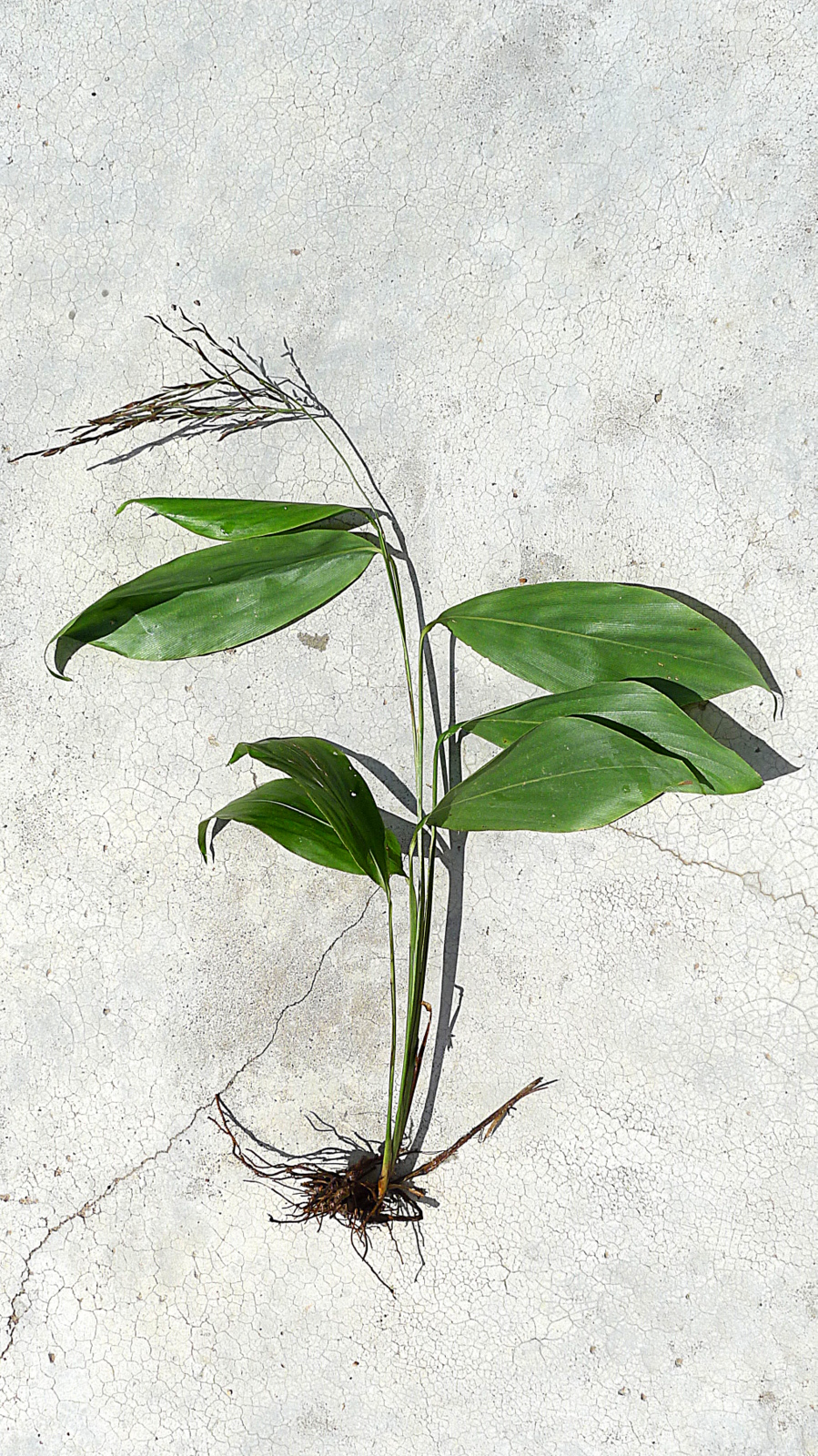
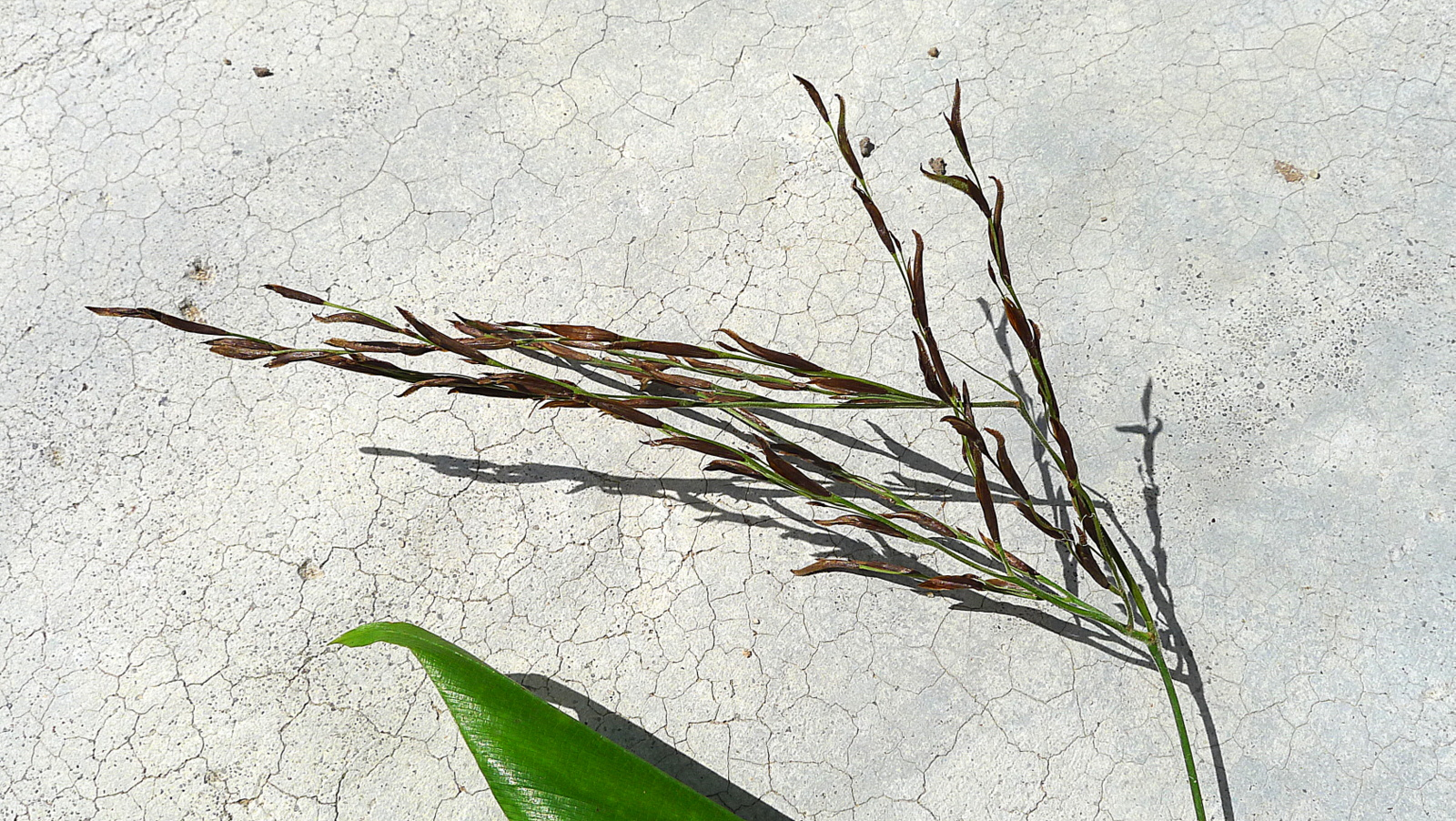
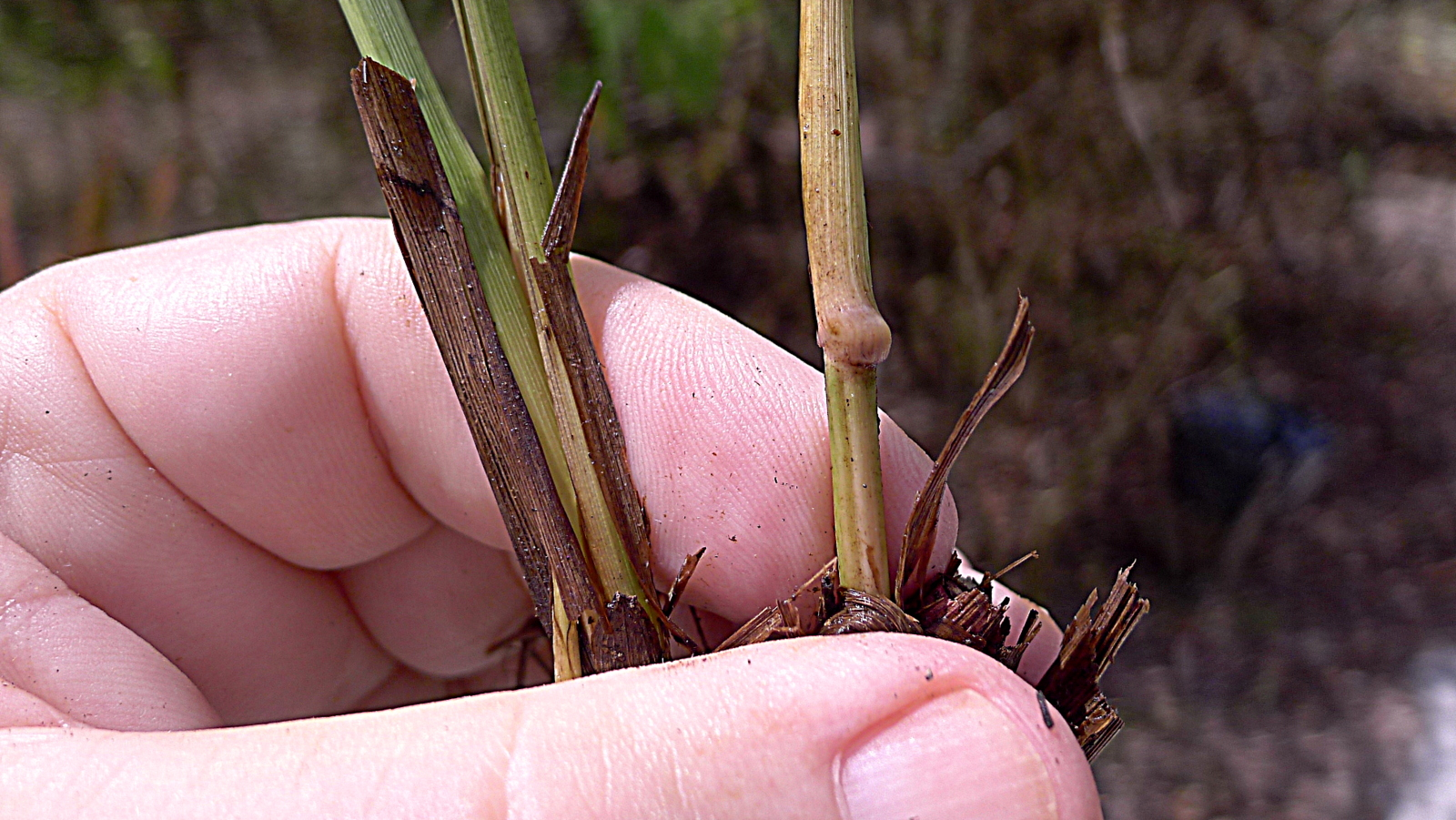
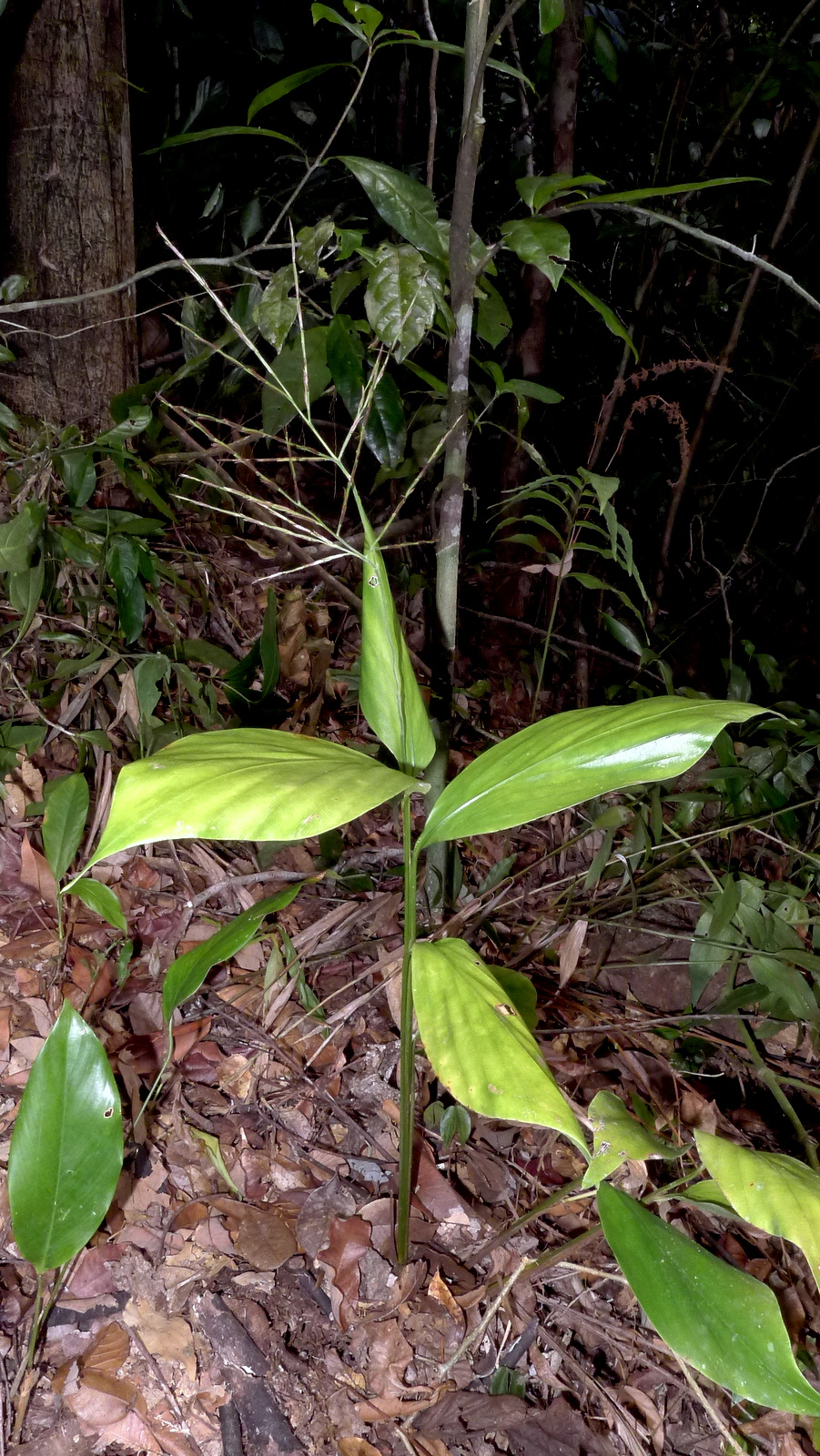